# Фридрих Гюнтер (князь Шварцбург-Рудольштадта)
Фридрих Гюнтер Шварцбург-Рудольштадтский (нем. Friedrich Günther von Schwarzburg-Rudolstadt; 6 ноября 1793, Рудольштадт — 28 июня 1867, Рудольштадт) — князь Шварцбург-Рудольштадтский.

## Биография
Принц был старшим сыном правящего князя Шварцбург-Рудольштадтского Людвига Фридриха II и его супруги Каролины Гессен-Гомбургской. Его дед умер за семь месяцев до его рождения и поэтому принц родился как наследный принц Шварцбург-Рудольштадтский. 28 апреля 1807 года, когда принцу было всего 14 лет, не стало его отца. Мать исполняла обязанности регента при нём до тех пор, пока ему не исполнился 21 год в 1814 году. В период своего правления, который длился чуть более 60 лет, принц проводил активную внутреннюю и внешнюю политику княжества. В 1815 году его княжество вошло в Германский союз. Принц сохранял нейтралитет своего княжества во всех войнах, проводимых Германией.
После него князем Шварцбург-Рудольштадтским стал его младший брат Альберт I. Сын Фридриха Гюнтера от второго брака, Гюнтер Зиццо до 8 ноября 1896 года носил титул принца Лейтенбергского и не имел никаких прав на наследование княжества. Лишь 21 апреля 1896 года принца Гюнтера Зиццо признали полноправным членом княжеского дома и наследником престола. Но Гюнтер так и не стал правящим монархом, так как рейхсфюрст Шварцбурга с 1909 года Виктор Гюнтер I (21 августа 1852—16 апреля 1925) отрёкся от престола 22 ноября 1918 года в ходе Ноябрьской революции.

## Браки и дети
Принц был женат трижды. Первой его супругой стала ангальтская принцесса Августа (1793—1854). В браке родилось три сына, умершие в период правления отца:
- Фридрих Гюнтер (1818—1821)
- Гюнтер (1821—1845)
- Густав (1828—1837)

После смерти Августы принц женился на графине Елене фон Рейна (1835—1860), дочери принца Георга Ангальт-Дессауского, младшего брата первой супруги. В браке родилось двое детей:
- Елена (1860—1937)
- Гюнтер Зиццо (1860—1926), женился на принцессе Александре Ангальтской.

В третий раз принц женился на Марии Шульце (1840—1909) 24 сентября 1861 года. В браке детей не было.